# Oligodon nikhili
Oligodon nikhili är en ormart som beskrevs av Whitaker och Dattatri 1982. Oligodon nikhili ingår i släktet Oligodon och familjen snokar. Inga underarter finns listade i Catalogue of Life.
Denna orm förekommer i södra Indien i bergstrakten Västra Ghats i delstaten Tamil Nadu. Ett exemplar hittades vid 1500 meter över havet. Andra individer var fram till 2010 inte kända. Holotypen hittades intill en väg som var omgiven av skog. Antagligen lägger honor ägg.
För beståndet är inga hot kända. IUCN kategoriserar arten globalt som otillräckligt studerad.